# رونالد دیویس (ورزشکار)
رونالد دیویس (انگلیسی: Ronald Davis; ۲۸ دسامبر ۱۹۱۴ – ۲۴ اکتبر ۱۹۸۹) بازیکن هاکی روی چمن اهل بریتانیا بود.